# Bob Etheridge
Bobby Ray Etheridge, detto Bob (Contea di Sampson, 7 agosto 1941), è un politico statunitense, membro della Camera dei Rappresentanti per lo stato della Carolina del Nord dal 1997 al 2011.

## Biografia
Nato e cresciuto nella contea di Sampson, dopo gli studi Etheridge entrò in politica con il Partito Democratico.
Dopo essere stato commissario della contea di Harnett, nel 1978 venne eletto all'interno della legislatura statale della Carolina del Nord, dove portò a termine cinque mandati. Nel 1988 fu eletto sovrintendente alla pubblica istruzione dello stato e rivestì l'incarico per i successivi otto anni.
Nel 1996 si candidò alla Camera dei Rappresentanti contro il deputato repubblicano in carica da un solo mandato David Funderburk e riuscì a sconfiggerlo, venendo eletto. Negli anni successivi gli elettori lo riconfermarono per altri sei mandati, fin quando nel 2010 venne sconfitto di misura dall'avversaria repubblicana Renee Ellmers.
Dopo aver lasciato il Congresso, Etheridge collaborò con l'amministrazione della governatrice Beverly Perdue e nel 2012 si candidò egli stesso alla carica di governatore, venendo tuttavia sconfitto nelle primarie.